# Menno Dijkstra
Menno Lodewijk Dijkstra (Standdaarbuiten, 11 januari 1997) is een Nederlandse basketbalspeler die speelt voor Heroes Den Bosch in de BNXT League 2024/25. Met zijn 2,13 meter lengte speelt hij op de centerpositie.

## Carrière
Menno is een Nederlandse center die in de jeugd speelde bij de Canarias Basketball Academy. In 2015 ging hij naar de Verenigde Staten om te studeren aan de University of California in Riverside. Hij speelde vier seizoenen bij de UC Riverside Highlanders in de NCAA division I. Zijn beste seizoen was zijn laatste jaar, waarin hij eindigde met een gemiddelde van 8,1 punten, 4,2 rebounds, 1 assist en 22,1 minuten per wedstrijd.
In het seizoen 2019-20 tekende hij voor Bàsquet Girona in de LEB Plata League, waarmee hij gemiddeld 9,4 punten, 4,7 rebounds en efficiëntie score van 10,1 in bijna 24 minuten scoorde. Door de opschorting van de competitie vanwege de pandemie, promoveren ze naar de LEB Oro League.
In het seizoen 2020-21 tekende hij voor Hestia Menorca in de LEB Plata League, een team dat verbonden is aan Club Joventut de Badalona. 
Op 29 juli 2021 tekende Dijkstra bij Juaristi ISB in de LEB Oro League. Bij de Baskische ploeg verzekerde hij zich van een vaste basisplaats en speelde Dijkstra gemiddeld 20 minuten, scoorde 6,6 punten en pakte 3,9 rebounds per wedstrijd, met een gemiddelde efficiëntie van 7,7.
Op 29 juni 2022 tekende hij voor TAU Castelló van de LEB Oro. Hier wist hij wederom boven de 6 punten per wedstrijd te scoren.
Op 26 september 2023 tekent hij voor KK Pärnu in Estland actief in de Alexela Korvpalli Meistriliiga. Met een gemiddelde van boven de 10 punten en 4 rebounds werd Dijkstra zelfs opgeroepen voor het nationaal team. 
in de zomer van 2024 keert Menno terug naar Nederland en tekent hij een tweejarig contract bij recordkampioen Heroes Den Bosch. Bij de club waar hij als kind vaak kwam kijken maakt hij nu deel uit van de nieuwe 'Nederlandse kern'. Na een dramatische start van het seizoen in 2024-2025 wisten de Bosschenaren het om te draaien, waarna ze zowel de beker als de titel wonnen, waar Dijkstra een belangrijke rol in speelde. 

### Interland carrière
Menno Dijkstra was actief voor Nederlands basketbalteam (mannen) op meerdere toernooien in de U16, U18 en U20 categorieën. Op 23 februari 2024 mocht Menno zijn debuut maken voor het eerste team in een kwalificatie wedstrijd tegen Groot Britannie.